# Yangpa
Lee Eun-jin (17 de marzo de 1979), conocida por su nombre artístico Yangpa (en coreano: 양파, que significa "cebolla"), es una cantante surcoreana. Estudió en el Berklee College of Music en Boston, Massachusetts.

## Discografía

### Álbumes de estudio
| Información del Álbum                                         | Lista de canciones |
| ------------------------------------------------------------- | --- |
| Grasshopper's Love (애송이의 사랑) - liberación: 1996         | - 01. 애송이의 사랑 - 02. 비타민 - 03. Forever With You (천사의 시) - 04. Don't U Want Me - 05. 괜찮아 - 06. 뱀파이어 - 07. Internet Girl (야후) - 08. Heart Beat Away (애송이의 사랑)                                               |
| I Want to Know (알고 싶어요) - liberación: 1 de enero de 1998 | - 01. Intro - 02. Sweet 19 Funky (Blue Birthday) - 03. 알고 싶어요! - 04. 소유 - 05. Neverland - 06. 믿지 못할 세계 - 07. Stay With Me - 08. That's Ok! - 09. 다시 우리 (feat. Kim Jo-han) - 10. 소녀가... 소년에게... - 11. Overlap |
| ADDIO - liberación: 26 de junio de 1999                       | - 01. 그녀안의 나 - 02. 오늘만 - 03. A`D DIO - 04. 愛易不非 - 05. 나쁜혈통 - 06. 평온 - 07. 지구에서 보낸 한 철 - 08. 머뭇머 - 09. 그대 아니었다면 (dúo Lee Seung-Hwan) - 10. 나비의 비행 - 11. 요술공주 - 12. Missing you           |
| Perfume - liberación: 29 de abril de 2001                     | - 01. 고백 - 02. Special Night - 03. 그대 없는 나 - 04. Daydreamer - 05. Deepest In Your Heart - 06. Drive - 07. My Song - 08. One Fine Day - 09. 님 - 10. 피안화 - 11. 본능 - 12. 불언                                              |
| The Windows Of My Soul - liberación: 17 de mayo de 2007       | - 01. Marry Me - 02. 나 때문에 - 03. 사랑..그게 뭔데 - 04. 한사람 - 05. 그대를 알고 - 06. Love Letter - 07. la vie en rose - 08. 울지 않는 법 - 09. 기억해 - 10. 잃어버린 시간을 찾아서 - 11. 그녀를 버려요 - 12. 친절하네요         |

### EP
| Información del Álbum                           | Lista de canciones |
| ----------------------------------------------- | --- |
| Elegy Nouveau - liberación: 28 de marzo de 2011 | - 01. 너라면 좋겠어 - 02. 아파 아이야 - 03. 그때 그 사람 - 04. 본 아뻬띠 (Bon Appetit – 맛있게 드세요) (Feat. Yoon Doojoon of B2ST) - 05. 친구야 - 06. 너라면 좋겠어 (Inst.) - 07. 아파 아이야 (Inst.) - 08. 그 때 그 사람 (Inst.) - 09. 본 아뻬띠 (Bon Appetit – 맛있게 드세요) (Inst.) - 10. 친구야 (Inst.) |
| Together - liberación: 9 de mayo de 2012        | - 01. 알아요 (I Know) (feat. Seeya's Boram, T-ara's Soyeon) - 02. 사랑은 다 그런거래요 (Love is All the Same) (feat. Davichi's Haeri, 5dolls' Han Na-Yeon) - 03. 이별은 다 그런거래요 (Parting is All the Same) (feat. Speed's Shin Jongkook) - 04. My Love (feat. Shannon) - 05. Wonderful Girl              |

### Compilaciones
| Información del Álbum                                                                                   | Lista de canciones |
| --- | --- |
| A Letter From Berkeley - liberación: 30 de noviembre de 1999 - Nota: Contiene canciones nuevas y viejas | - 01. 다 알아요 - 02. 애송이의 사랑 - 03. Forever With You - 04. 알고 싶어요 - 05. 소유 - 06. Addio - 07. 그녀안의 나 - 08. 괜찮아 - 09. Stay With Me - 10. 소녀가 소년에게 - 11. 애이불비 - 12. 그대 아니었다면 (con Lee Seung-Hwan) - 13. 너를 지켜줄께 (con Lee Ji-hoon) - 14. 미로 - 15. Missing You - 16. Heart Beat Away - 17. 애송이의 사랑 (Inst.) - 18. 알고 싶어요 (Inst.) - 19. Addio (Inst.) |
| The Best Album - liberación: 14 de noviembre de 2003                                                    | - 01. 그대 없는 나 - 02. 소유 - 03. Daydreamer - 04. Special Night - 05. My Song - 06. 나 가거든 - 07. 피안화 - 08. ADDIO - 09. 다 알아요 - 10. 그녀안의 나 - 11. 알고 싶어요 - 12. 애이불비 - 13. 믿지 못할 세계 - 14. 어쩔 수 없는 (Feat. Kim Jo Han) - 15. 애송이의 사랑 - 16. ADDIO (Inst.) - 17. 다 알아요 (Inst.)                                                                                  |

### Bandas sonoras
| Información del Álbum                                           | Lista de canciones                       |
| --------------------------------------------------------------- | ---------------------------------------- |
| A Bittersweet Life OST - liberación:4 de julio de 2005          | - 달콤한 인생 II (A Bittersweet Life II) |
| Soul OST - liberación: 29 de junio de 2009                      | - 령혼 (Ghost)                           |
| Tears of Heaven OST - liberación:31 de diciembre de 2010        | - Can You Hear Me?                       |
| Deep Rooted Tree OST Part 2 - liberación:3 de noviembre de 2011 | - 기억할께요 (I'll Remember)             |

## Filmografía

### Series de televisión
| Año  | Título                 | Personaje   | Notas   |
| ---- | ---------------------- | ----------- | ------- |
| 2020 | Find Me in Your Memory | DJ de radio | ep. #18 |

## Premios y nominaciones
| Premios                                                       | Nominación             | Categoría              | Resultado |
| ------------------------------------------------------------- | ---------------------- | ---------------------- | --------- |
| 1999 Mnet Asian Music Awards 1999                             | "아디오"               | mejor artista femenina | Nominada  |
| 2001 Mnet Asian Music Awards                                  | "Special Night"        | mejor artista femenina | Nominada  |
| Mnet Asian Music Awards 2007                                  | "Love... What Is It?"  | mejor artista femenina | Nominada  |
| Mnet Asian Music Awards in the Genre-Specific Awards Category | "Love... What Is It?"  | mejor baladista        | Ganadora  |
| Mnet Asian Music Award                                        | "Love... What Is It?"  | artista del año        | Nominada  |
| Mnet Asian Music Award                                        |                        | canción del año        | Nominada  |
| Mnet Asian Music Award for Album of the Year                  | The Windows Of My Soul | álbum del año          | Nominada  |